# Jan Oort
Pour les articles homonymes, voir Oort.

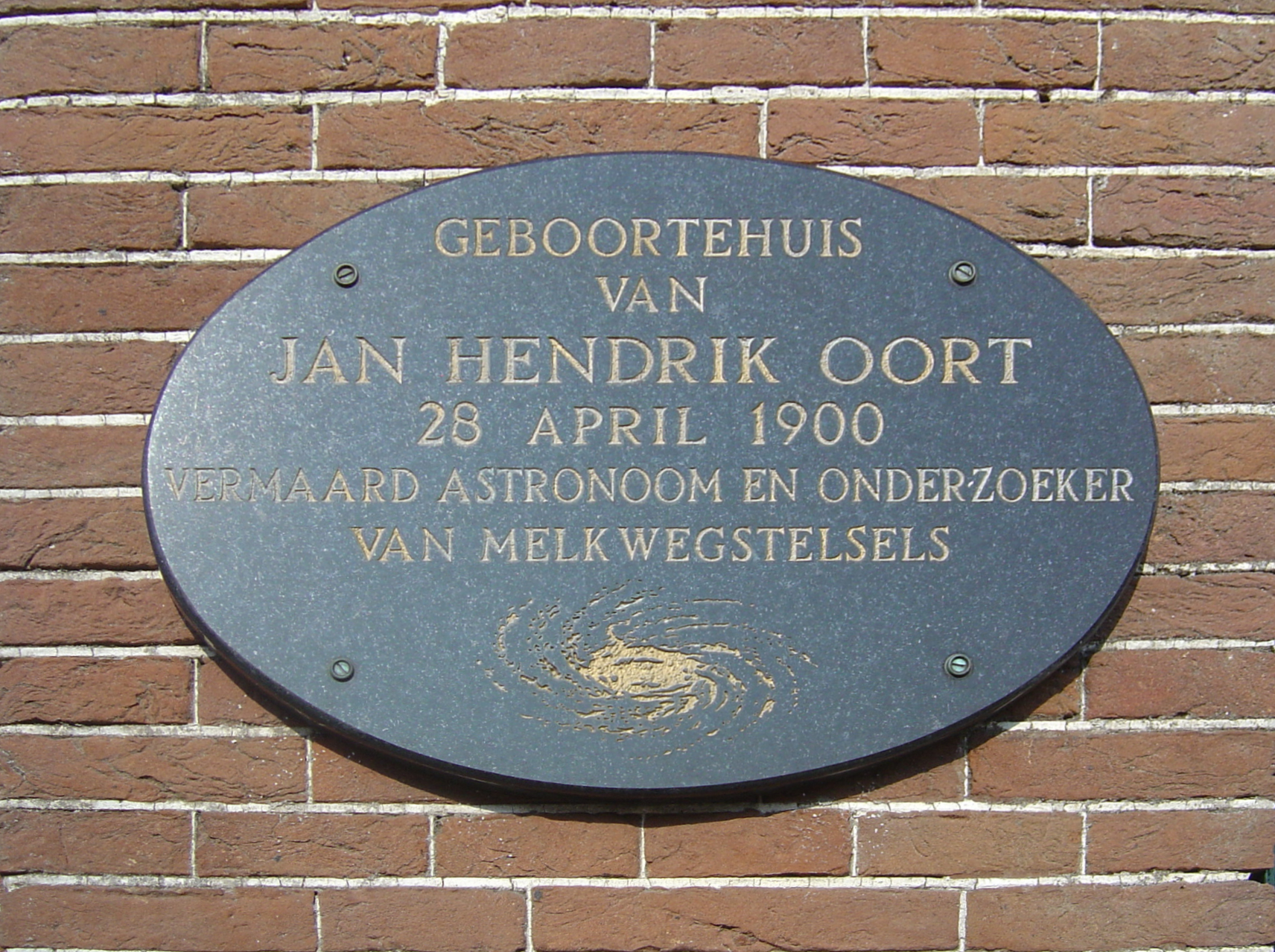
Plaque commémorative sur la maison natale de Jan Oort à Franeker.

Jan Oort, né le 28 avril 1900, à Franeker, aux Pays-Bas et mort le 5 novembre 1992, à Wassenaar, aux Pays-Bas, est un astronome néerlandais.

## Biographie
Il fut le directeur de l'observatoire de Leyde de 1945 à 1970, il mena de nombreuses recherches sur notre galaxie. Après avoir mis en évidence sa rotation différentielle (1927), il s'attacha à déterminer sa masse, par l'étude des mouvements des étoiles et leur distribution dans l'espace (1932) ; il put ainsi établir sa structure en spirale et la durée de sa révolution.
Il développa, à partir de 1950, la théorie - aujourd'hui universellement admise - selon laquelle il existerait, à des distances du Soleil comprises entre  40 000  et   100 000 unités astronomiques, une vaste concentration de comètes (nuage d'Oort). Certaines de ces comètes quittent parfois ce « nuage » pour prendre une orbite dont le plan peut être différent de celui de l'écliptique. Il est fait membre étranger de la Royal Society en 1959.
Sa personnalité et l'importance de ses travaux lui permirent de constituer autour de lui une équipe prestigieuse, notamment en radioastronomie, connue sous le nom d'« École de Leyde ». Il fut président de l'Union astronomique internationale (1958—1961) et fut admis en 1953 à l'Académie des sciences américaine, comme membre associé étranger.
L'astéroïde (1691) Oort a été nommé en son honneur. Son épouse est décédée en 1993.

## Distinctions et récompenses
- 1942 : Médaille Bruce
- 1946 : Médaille d'or de la Royal Astronomical Society
- 1951 : Henry Norris Russell Lectureship
- 1984 : Prix Balzan pour l'astrophysique

## Études
- Pieter C. van der Kruit: Jan Hendrik Oort. Master of the Galactic System. Springer Nature, 2019.  (ISBN 978-3-030-17800-0)
- J.K. Katgert-Merkelijn: The letters and papers of Jan Hendrik Oort, as archived in the University Library, Leiden. Dordrecht, Kluwer Academic Publishers, 1997.  (ISBN 0-7923-4542-8)